# Jorge Zuhair Jury
Jorge Zuhair Jury Olivera, también conocido simplemente como Zuhair Jury (Lujan de Cuyo, Mendoza, 1937), es un escritor, guionista y director de cine argentino. Hermano y frecuente colaborador del famoso cineasta Leonardo Favio, Zuhair Jury coescribió casi todas las películas en la filmografía de Favio.

## Biografía
Zuhair Jury nació en Luján de Cuyo, un departamento de la provincia de Mendoza. Sobre su infancia, y la influencia de la misma en las temáticas que desarrolló en cine con Favio, explicó: 

"Yo hice hasta cuarto grado, mi hermano no sé si llegó a tercero. Cuando yo tenía 21 años y él 19 recién empezamos a adaptarnos a Buenos Aires... Yo hasta ese momento no estaba integrado a la lectura porque no estaba integrado a la sociedad. Aun hoy me cuesta integrarme a la sociedad. Debe ser por eso que sólo puedo escribir de las clases bajas, de los marginales, de los ambientes delictivos y carcelarios. La clase media no me sale, no encuentro motivaciones valederas que me catapulten, que me hagan vibrar por dentro. Veo la clase media como un colchón quebrantador y opacador de todo acto de cambio. Con mi hermano aprendíamos más en la calle, mirando. Nosotros nos criamos en un pueblo que era de características medievales. Oscuro, de ropas negras, muy conservador. Nos divertíamos atacando esa moral, ese oscurantismo. Lo primitivo de Luján de Cuyo nos acicateó la necesidad de burlarnos y de ser herejes. Así nace El dependiente, en el que la mediocridad es de una exacerbación casi rayana en el rococó. O los amores de El romance de Aniceto..., que también tenía eso. Eran relaciones de chinitos marginales: está el baile, la milonga, la hermandad, la necesidad, las aproximaciones de lo delictivo entre comillas. Y tratábamos de no juzgar. Lo vivíamos: el mediocre era mediocre; el imbécil, imbécil."

Sobre la influencia del paisaje y lo telúrico ha expresado que "la teluria es la entidad de la tierra que hace al carácter de quien nace en ella... aporta a las conformaciones sensoriales, espirituales... " y hay seres que "aman las telurias que emanan de la tierra". 
Se inició como narrador con el libro El dependiente y otros cuentos (1969), en cuyo contenido está la narración del cuento El romance del Aniceto y la Francisca. Este relato, junto a El dependiente, llevados a películas dirigidas por Leonardo Favio, marcaron un punto de inflexión en la narrativa cinematográfica argentina.
La reedición  del libro El romance del Aniceto ha sido elegido por la Comisión Nacional de Bibliotecas Populares como material necesario para su distribución a todas las bibliotecas populares del país.
Además de ser guionista, Zuhair Jury incursionó en la dirección de cine. Su película El fantástico mundo de la María Montiel obtuvo el Primer Premio del Festival internacional de Karlovy Vary, en Checoslovaquia (actual República Checa).
Por sus guiones de El largo viaje de Nahuel Pan y El piano mudo (basada en la vida de Miguel Ángel Estrella), recibió los primeros premios del INCAA.
En 2014 presentó uno de sus últimos trabajos literarios, El glorioso velorio de la Juana Pájaro y otros cuentos, editado por Morita Editorial.

## Relación con Leonardo Favio
“Jamás discutíamos por un guion. Compartíamos la mirada porque nos criamos en las mismas conmociones. Él engrandecía mis historias. Si leés El romance del Aniceto y la Francisca, un libro que fue reeditado hace poco, vas a leer la película paso a paso, frase a frase... Lo que mi hermano le agregó, y yo le estaré eternamente agradecido, es su impronta genial: un tempo narrativo increíble y una luz maravillosa. El blanco y negro de El romance del Aniceto es como si te acecharan fotografías antiguas que de pronto empiezan a moverse. La vuelvo a ver y digo: ‘¡Qué hijo de punta, qué tempos, qué luz!’. O Crónica de un niño solo ... La huida del chico del calabozo dura doce minutos. ¡Hay que estar doce minutos con la cámara, eh! Él rompió todas las reglas, quebrantó el lenguaje cinematográfico. Antes eran películas de teléfono blanco.
Zuhair Jury.

## Filmografía

### Director
- El piano mudo (2009)
- Doña Ana (2001)
- Tobi y el libro mágico (2001)
- El largo viaje de Nahuel Pan (1995)
- La mayoría silenciada [Inédita] (1986)
- El fantástico mundo de la María Montiel (1978)

### Guionista
- Doña Ana (2001)
- El largo viaje de Nahuel Pan (1995)
- Gatica, el Mono (1993)
- Martín Fierro [Inédita] (1989)
- El fantástico mundo de la María Montiel (1978)
- Soñar, soñar (1976)
- Nazareno Cruz y el Lobo (1975)
- Natasha (1974)
- Juan Moreira (1973)
- El dependiente (1969)
- Crónica de un niño solo (1964)

### Basada en su obra
- Aniceto (2007)
- El dependiente (1969)
- Éste es el romance del Aniceto y la Francisca, de cómo quedó trunco, comenzó la tristeza y unas pocas cosas más... (1966)

### Intérprete
- Favio: Crónica de un director (2015) ... Entrevistado
- Martín Fierro [Inédita] (1989) ... Voz